# شتيفان تيسكر
شتيفان تيسكر (بالألمانية: Stefan Thesker)‏ (11 أبريل 1991 بآهاوس في ألمانيا - ) هو لاعب كرة قدم ألماني في مركز الدفاع. شارك مع منتخب ألمانيا تحت 21 سنة لكرة القدم. أما مع النوادي، فقد لعب مع تفينتي أنشخيدة وغرويتر فورت ونادي هوفنهايم وهانوفر 96 وفورتونا سيتارد.

## وصلات خارجية
- ستيفان تيسكر على موقع الاتحاد الأوربي (الإنجليزية)
- ستيفان تيسكر على موقع قاعدة بيانات كرة القدم.إي يو (الإنجليزية)
- ستيفان تيسكر على موقع بيانات كرة القدم. دي إي (الألمانية)
- ستيفان تيسكر على موقع Soccerway.com (الإنجليزية)
- ستيفان تيسكر على موقع عالم كرة القدم.نت (الإنجليزية)
- ستيفان تيسكر على موقع AS.com (الإسبانية)